# Aéroport de Williams Lake
L'aéroport de Williams Lake est un aéroport situé en Colombie-Britannique, au Canada.

## Compagnies aériennes et destinations
| Compagnies               | Destinations |
| ------------------------ | ------------ |
| Central Mountain Air     | Vancouver    |
| Pacific Coastal Airlines | Vancouver    |

Édité le 02/05/2025